# Йован Лалев
Йован Коле Лалев с псевдоним Алкаро е югославски партизанин и деец на НОВМ.

## Биография
Роден е през 1925 година в град Битоля. Завършва основно училище, а след това влиза в гимназия, в която учи до 3 клас (7 отделение) поради липса на материални средства. След превземането на Югославия влиза в редиците на младежката организация Бранник. След това напуска организацията и в къщата му се провеждат срещи на членове на ЮКП и СКОЮ. През юни срещите са разкрити от български части и Лалев излиза в нелегалност, като се включва в редиците на Битолски народоосвободителен партизански отряд „Гоце Делчев“. По-късно става куриер на щаба. След това е преместен в седма македонска ударна бригада. Убит е в битка при Каймакчалан на 10 август 1944 година.